# Rybinskij rajon (Oblast' di Jaroslavl')
Il Rybinskij rajon (in russo Даниловский район?) è un rajon dell'Oblast' di Jaroslavl', nella Russia europea; il capoluogo è Rybinsk.